# حسین سنگرگیر
حسین سنگرگیر (زادهٔ ۲۱ اردیبهشت ۱۳۷۷) بازیکن فوتبال اهل ایران است که در پست مدافع برای باشگاه فوتبال فولاد خوزستان در لیگ برتر خلیج فارس بازی می‌کند.
حسین سنگرگیر بازیکن فوتبال ایرانی و مدافع هجومی است که به‌خاطر توانایی‌های دفاعی و حمله‌ای خود شناخته می‌شود. او پس ازمصدومیت در باشگاه استقلال خوزستان و یک دوره استراحت کوتاه، به تیم صنعت نفت آبادان پیوست و در لیگ برتر فوتبال ایران بازیکرد.
سنگرگیر در شروع فصل لیگ برتر ۱۴۰۲-۱۴۰۳ با یک پاس گل زیبا مقابل پرسپولیس در هفته نهم، یکی از برترین پاس گل‌های لیگ را بهثبت رساند و توجه رسانه‌ها و مربیان را به خود جلب کرد. وی در زمان سرمربیگری عبدالله ویسی در صنعت نفت آبادان، توانستمهارت‌های خود را در زمین فوتبال به خوبی نشان دهد و در فصل بعد نیز تحت هدایت فراز کمالوند خوش درخشید.
این مدافع هجومی بلند قامت، استعداد بسیار خوبی در دفاع و حمله دارد و پس از پایان قرارداد سه ساله خود با صنعت نفت آبادان، دربازی‌های اخیر مورد توجه یحیی گل‌محمدی، سرمربی باشگاه فولاد خوزستان قرار گرفت و به این تیم پیوست.